# Fritz von Dardel
Fritz Ludvig von Dardel (Neuchâtel, 24 de março de 1817 — Estocolmo, 27 de maio de 1901) foi um pintor sueco.

## Biografia
Fritz nasceu e cresceu em Neuchâtel, na Suíça, e foi muito influenciado por Rodolphe Töppfer.
Ele se mudou para a Suécia em 1835 e tornou-se um dos artistas de quadrinhos pioneiros do país. O trabalho mais antigo conhecido de Von Dardel é de 1840 e retrata suas viagens a Paris. Sua primeira publicação conhecida data de 1844, e é chamada de 'Ett Frieri' (Proposta de Casamento).
Ele desenhou muitas outras histórias em quadrinhos, como Herrar Black & Smith på väg till Skandinavien (1859) e Familjen Tutings Lustresa till Bomarsund (1854).
Em 1856, Fritz von Dardel acompanhou o príncipe da coroa em uma viagem à Noruega, onde fez uma narrativa ilustrada.
Fritz von Dardel teve sete filhos e morreu em Estocolmo, com  84 anos.

## Quadrinhos
Muitas das caricaturas de von Dardel foram feitas em série a fim de contar uma história (quadrinhos) junto com os textos curtos que os acompanham. Eles foram os primeiros exemplos de séries de desenhos animados, provavelmente inspirados por seu compatriota suíço Rodolphe Töpffer. Suas obras estão representadas no Museu da Cidade de Estocolmo, no Museu de Arte Kalmar e no Nationalmuseum.

## Galeria

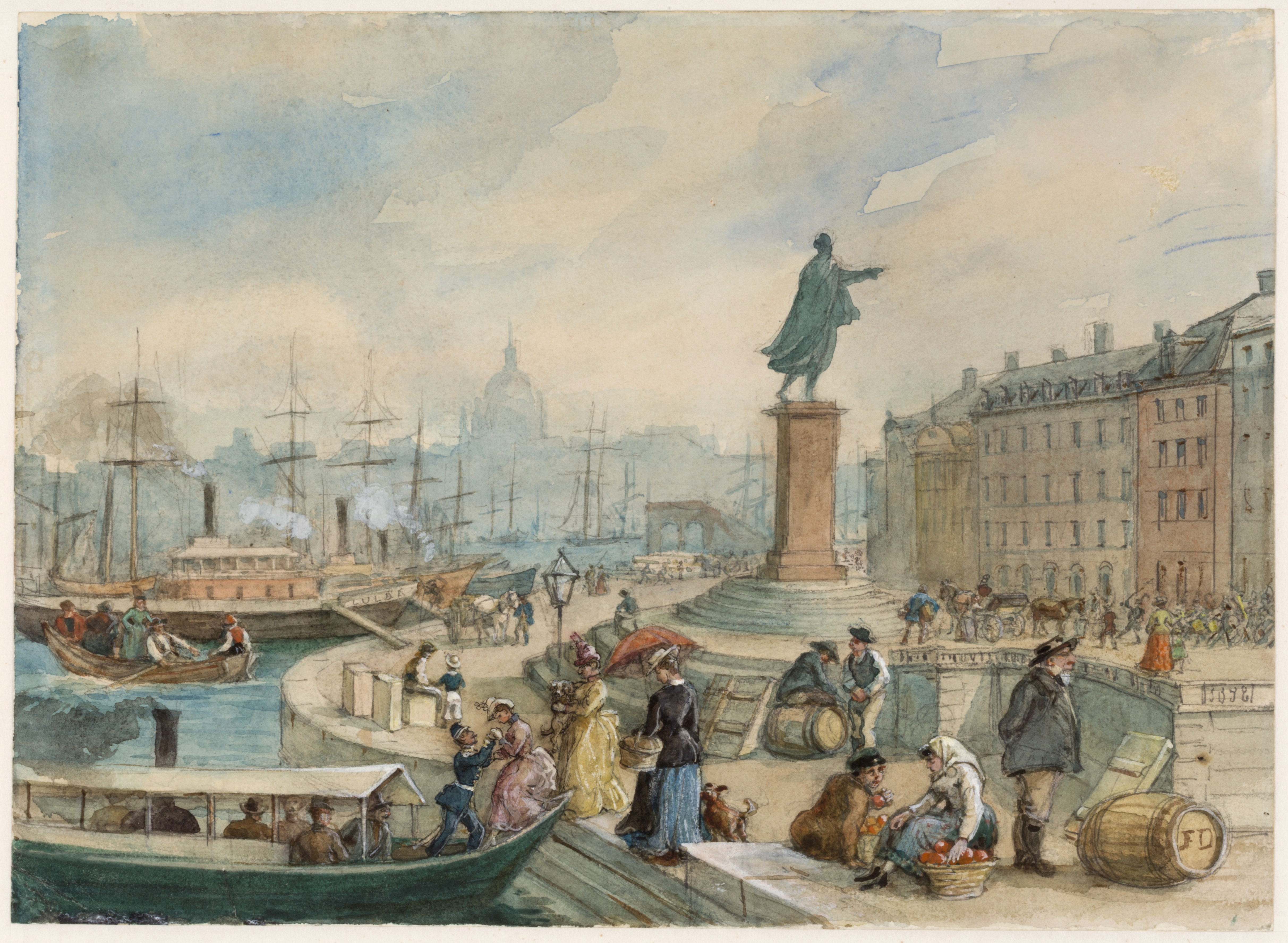
Estátua de Johan Tobias Sergels sobre Gustav III em Skeppsbron em Estocolmo (1860)
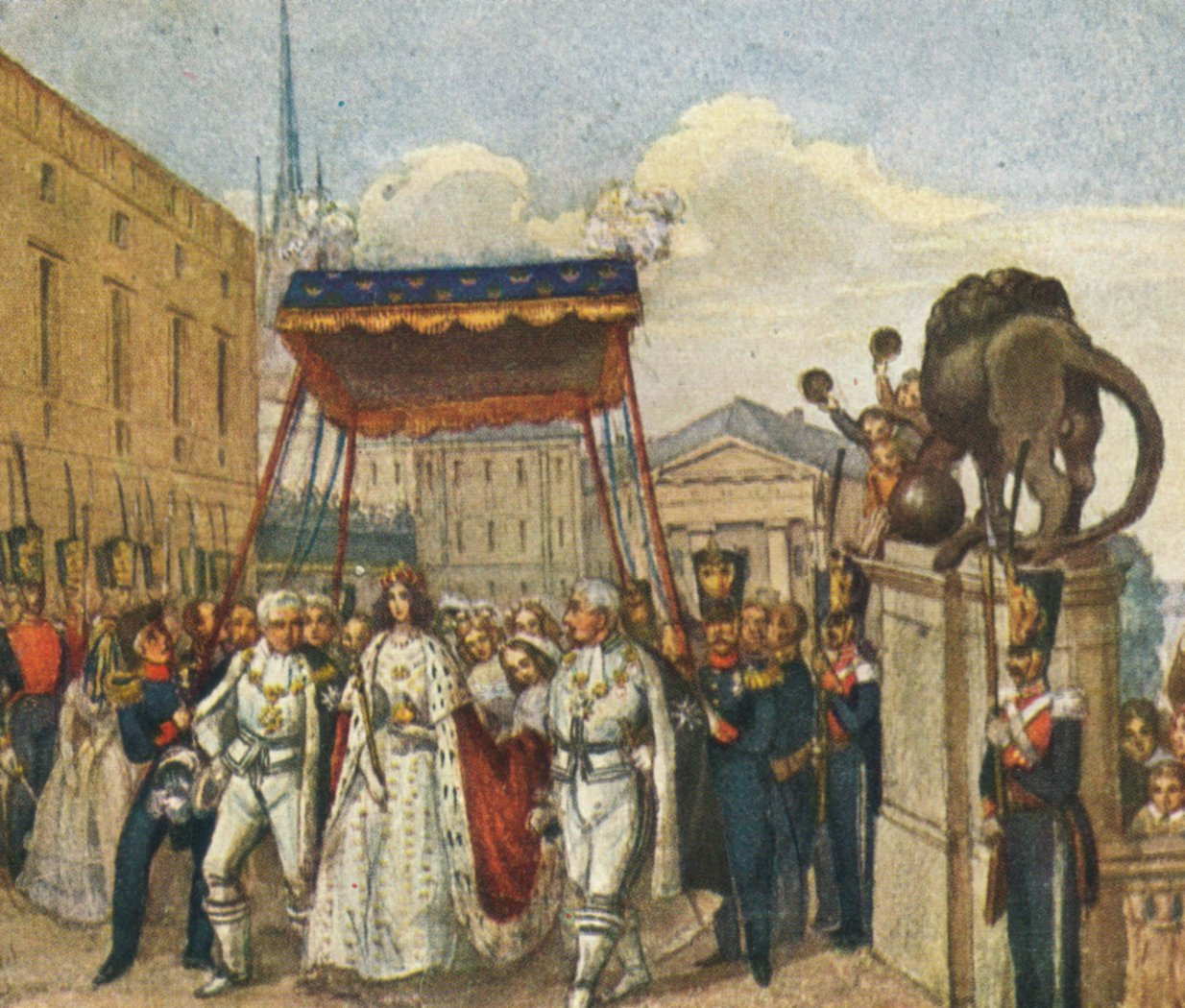
A coroação da Rainha Josephine em 1844.
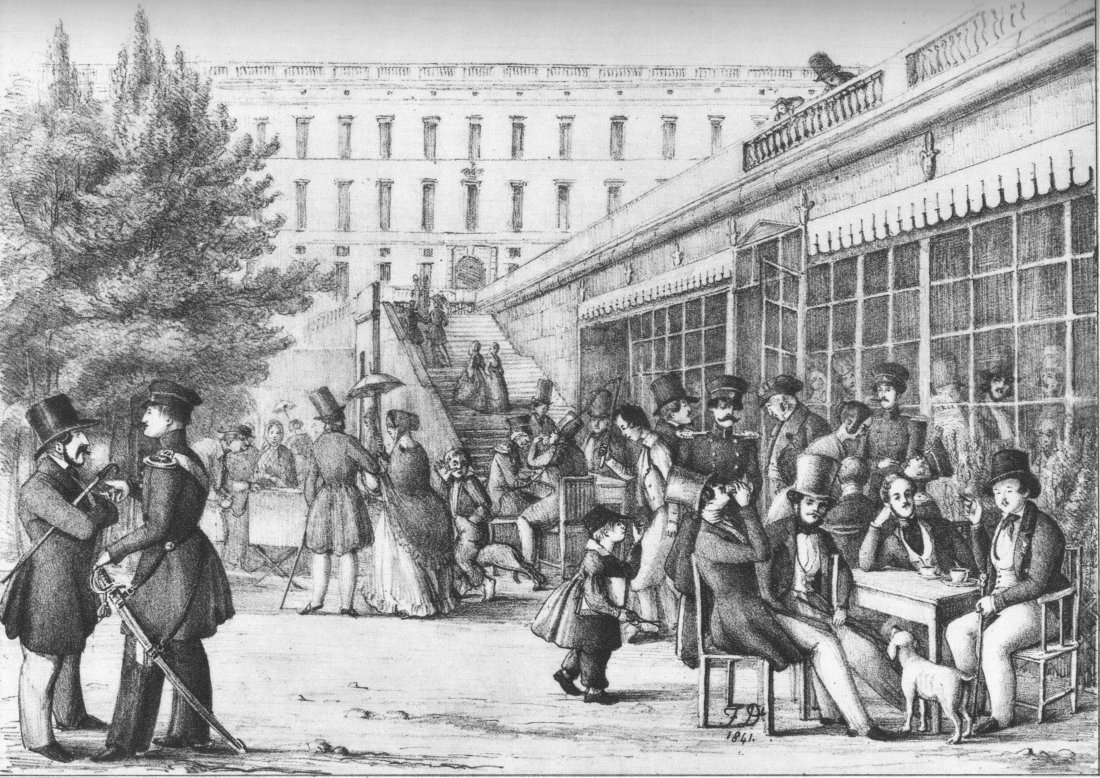
Strömparterren 1841.
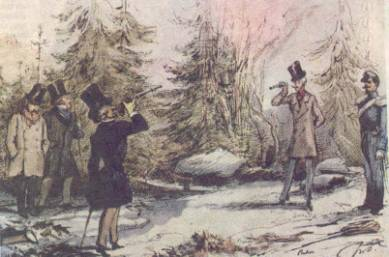
O duelo entre o Sr. Baker e Soto Maior 1857.
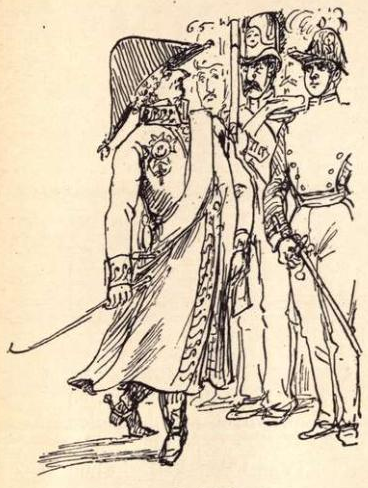
Charles XIV John inspeciona suas tropas
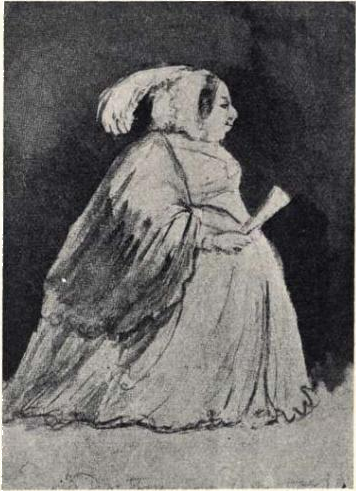
Caricatura da Rainha Mãe Désirée Clary.
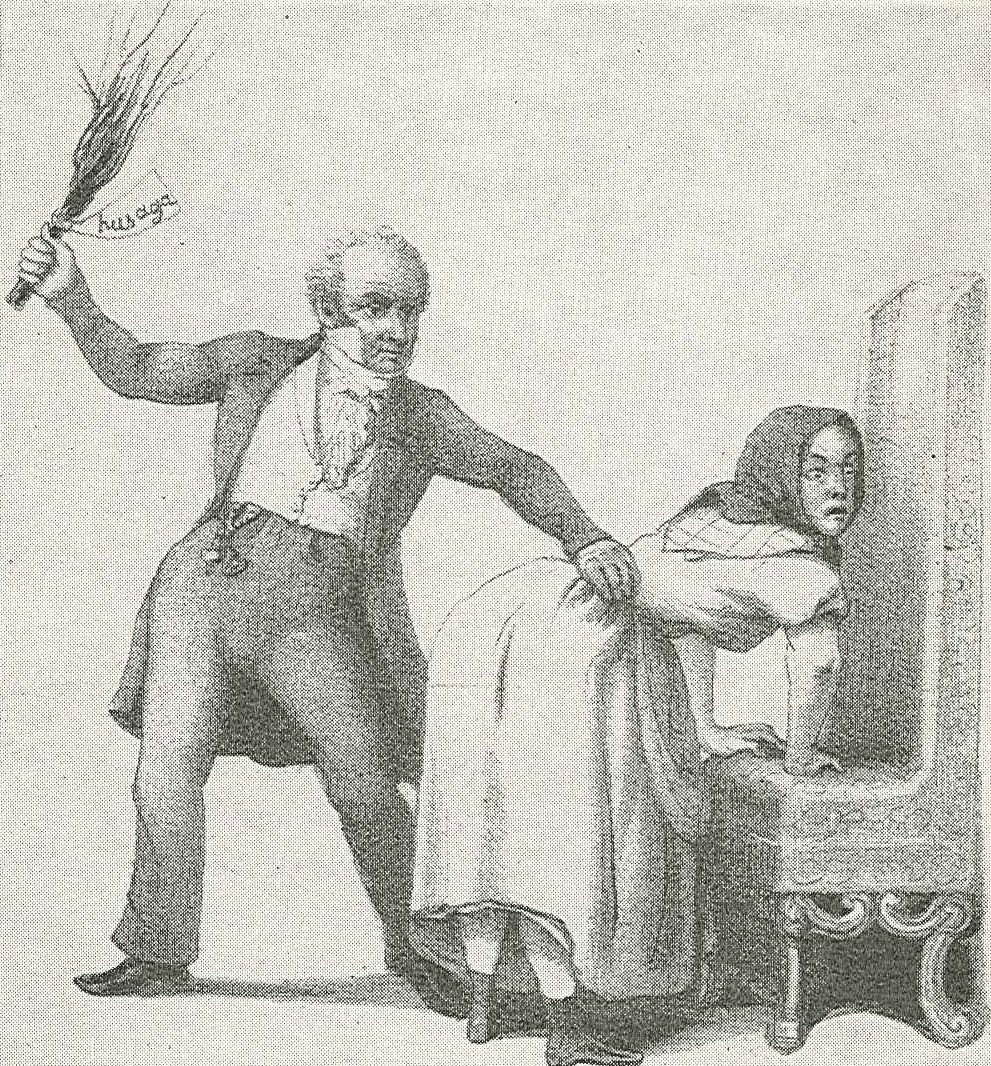
“Castigo corporal em casa”.
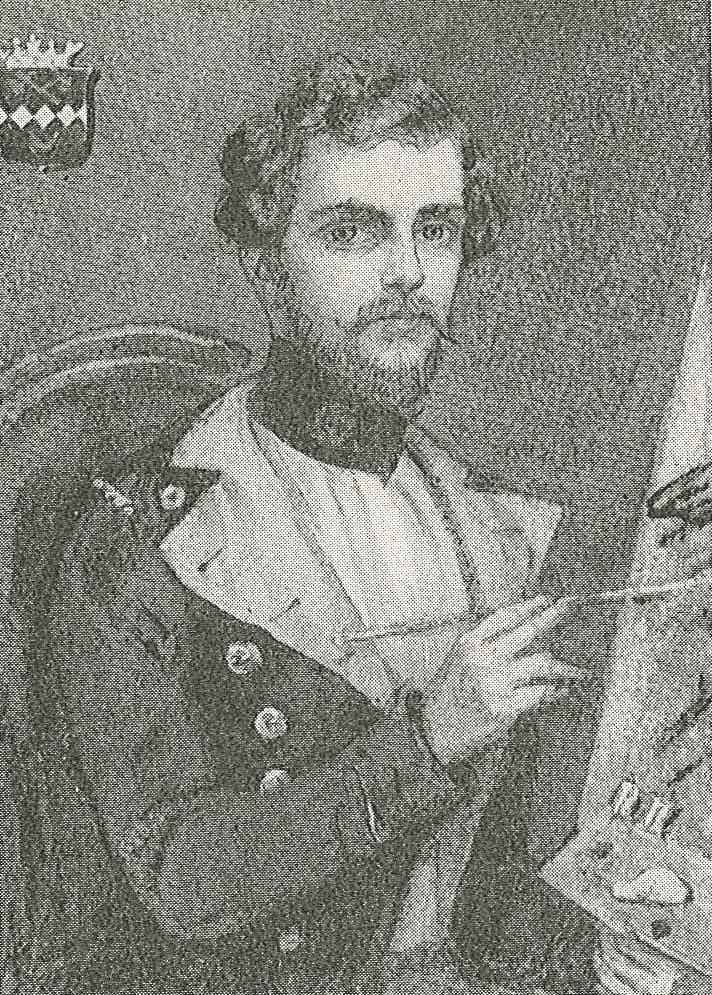
Auto-retrato na juventude
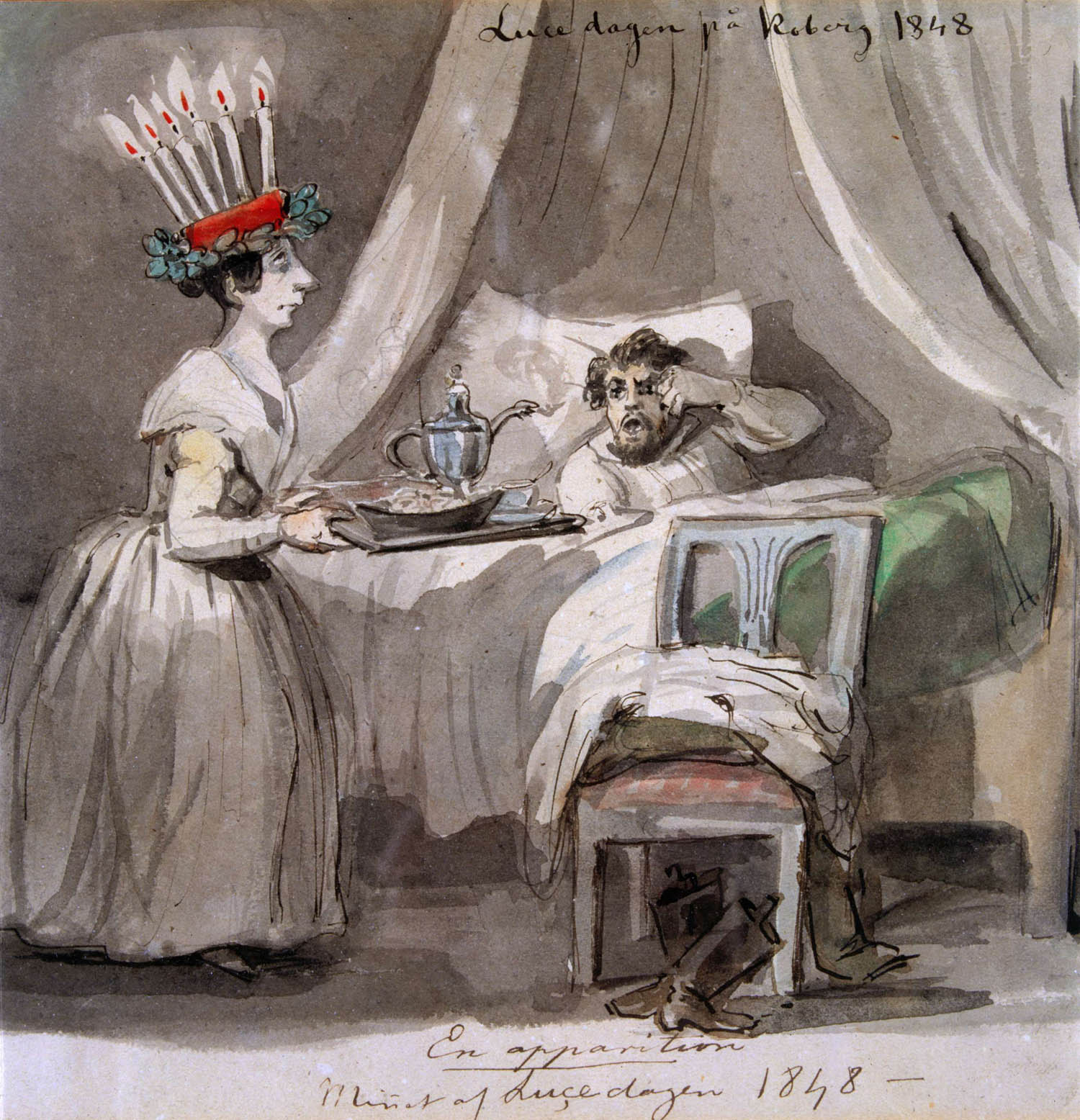
Celebrações do Dia de Santa Lucy no Castelo Koberg em Västergötland 1848. Aquarela
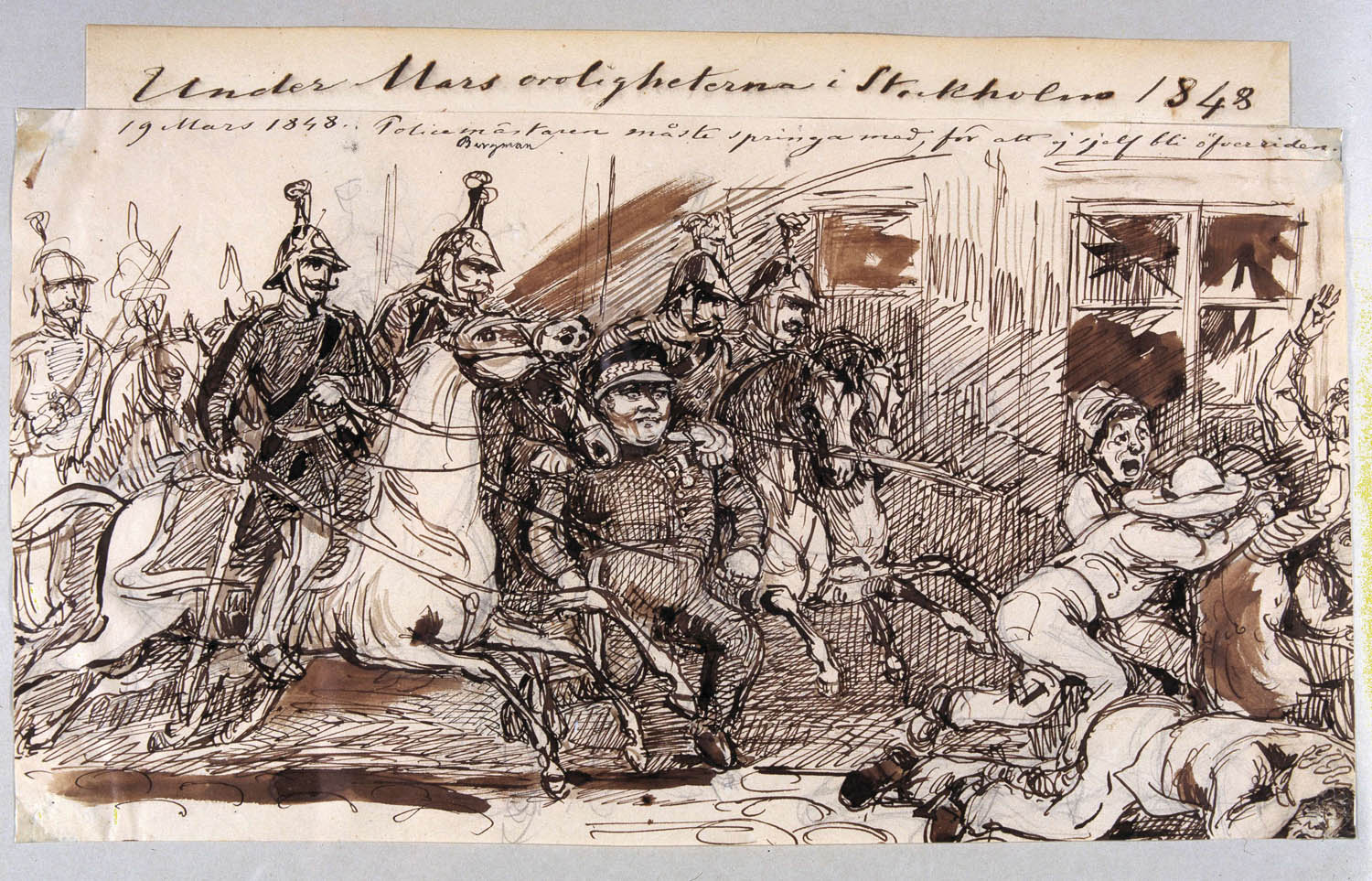
Agitação de março em Estocolmo 1848
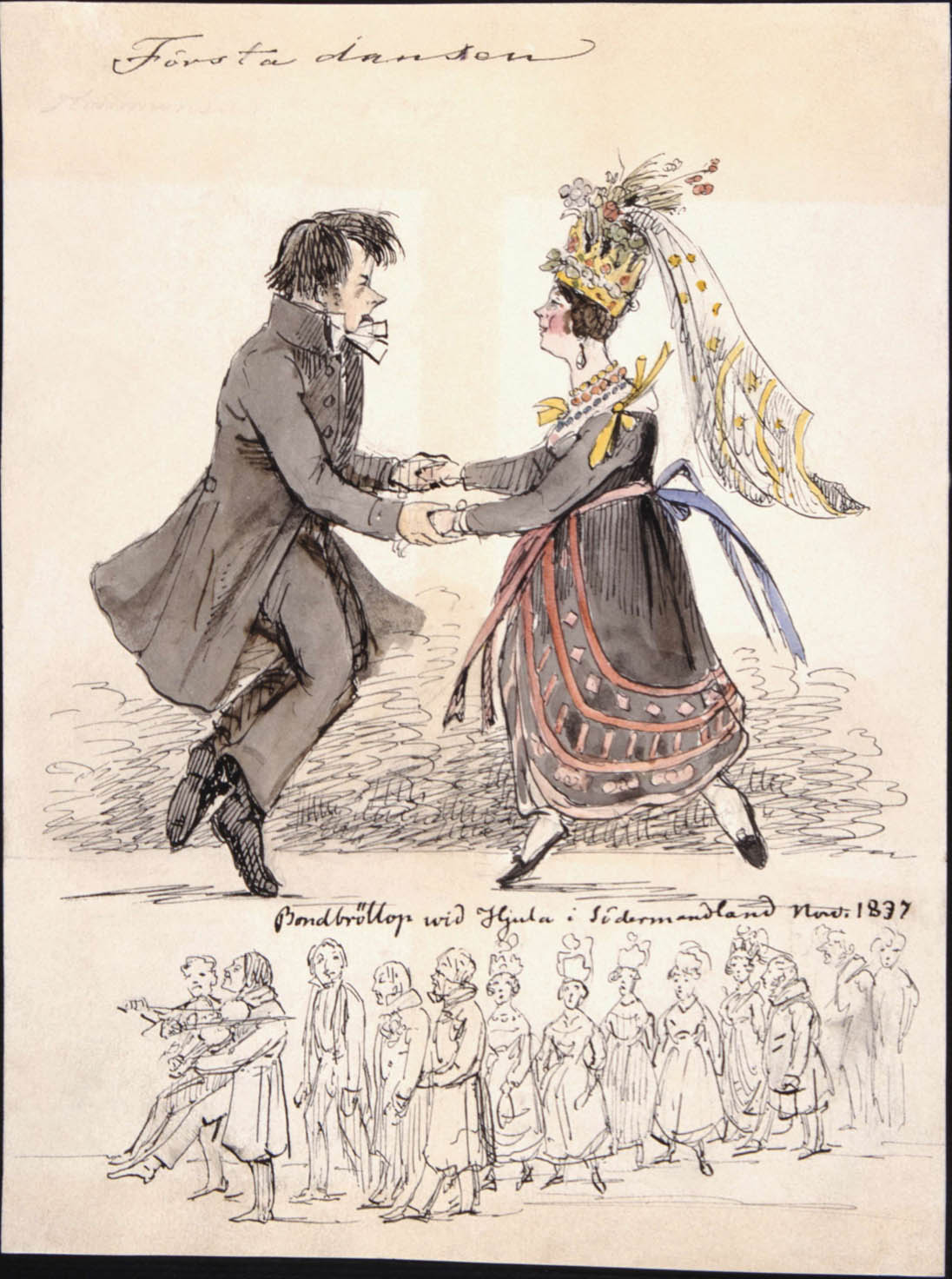
Primeira dança. Casamento de fazendeiros em Hjula em Södermanland 1837
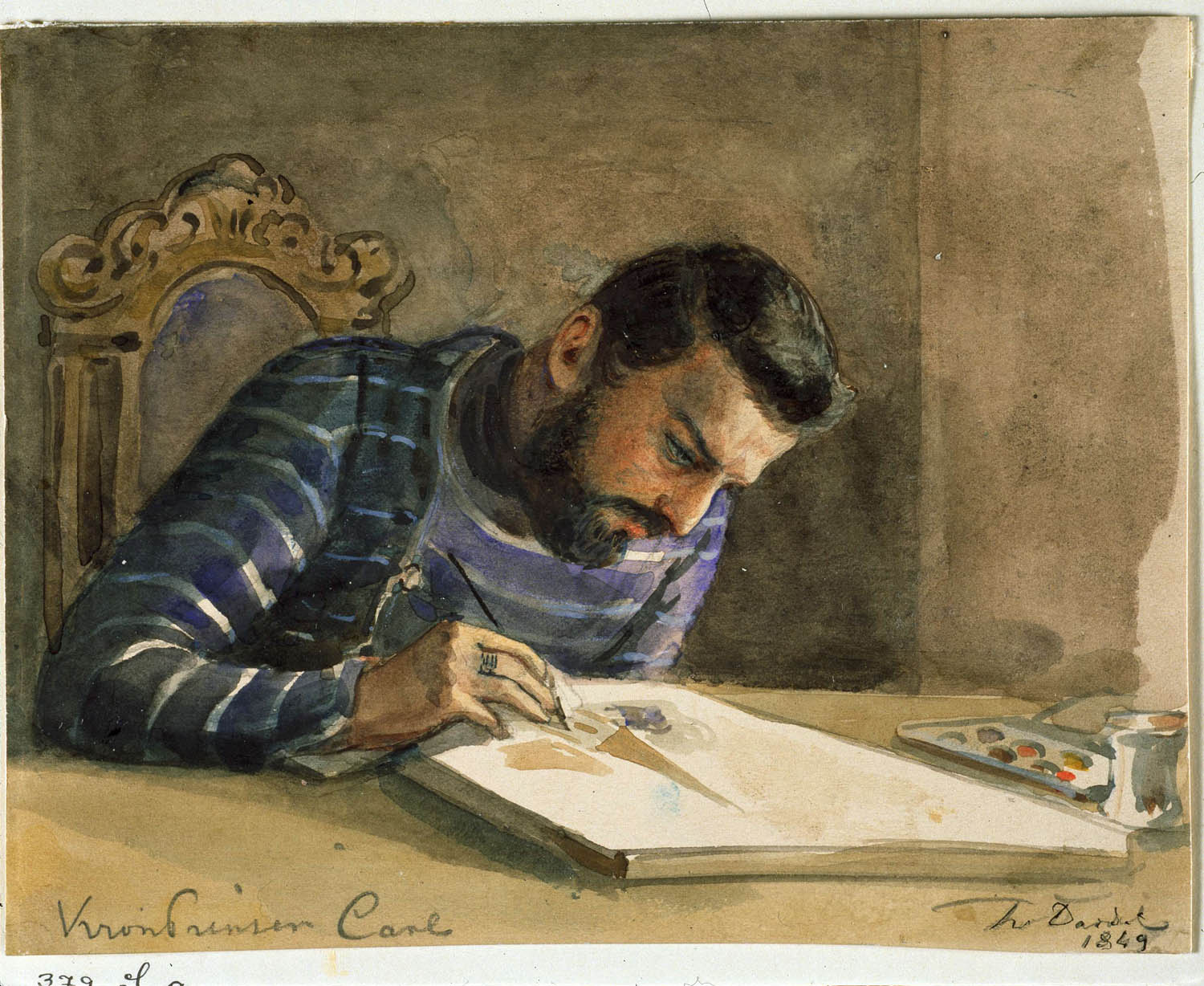
Príncipe herdeiro Charles. Aquarela 1849
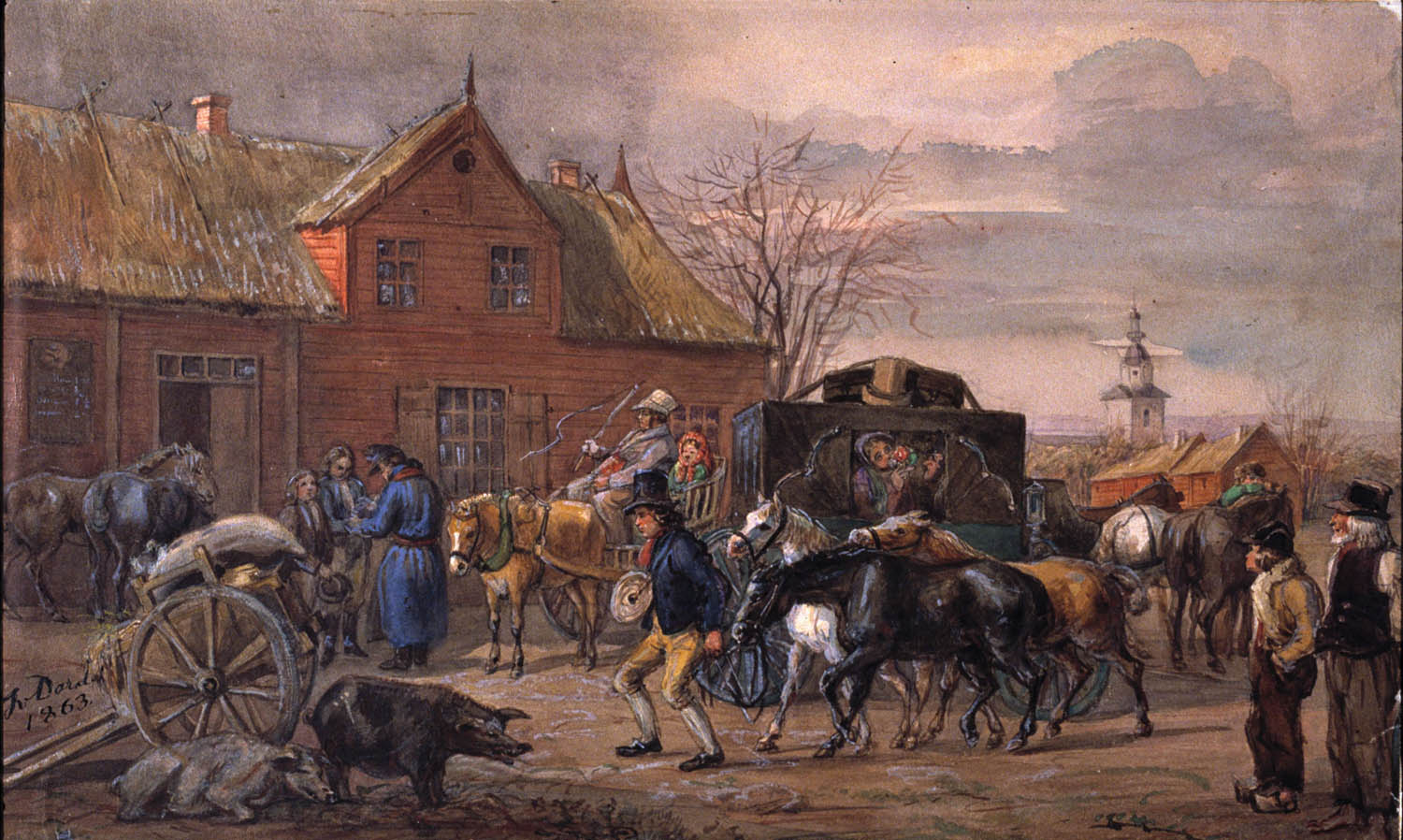
Pousada em Halland, 1863
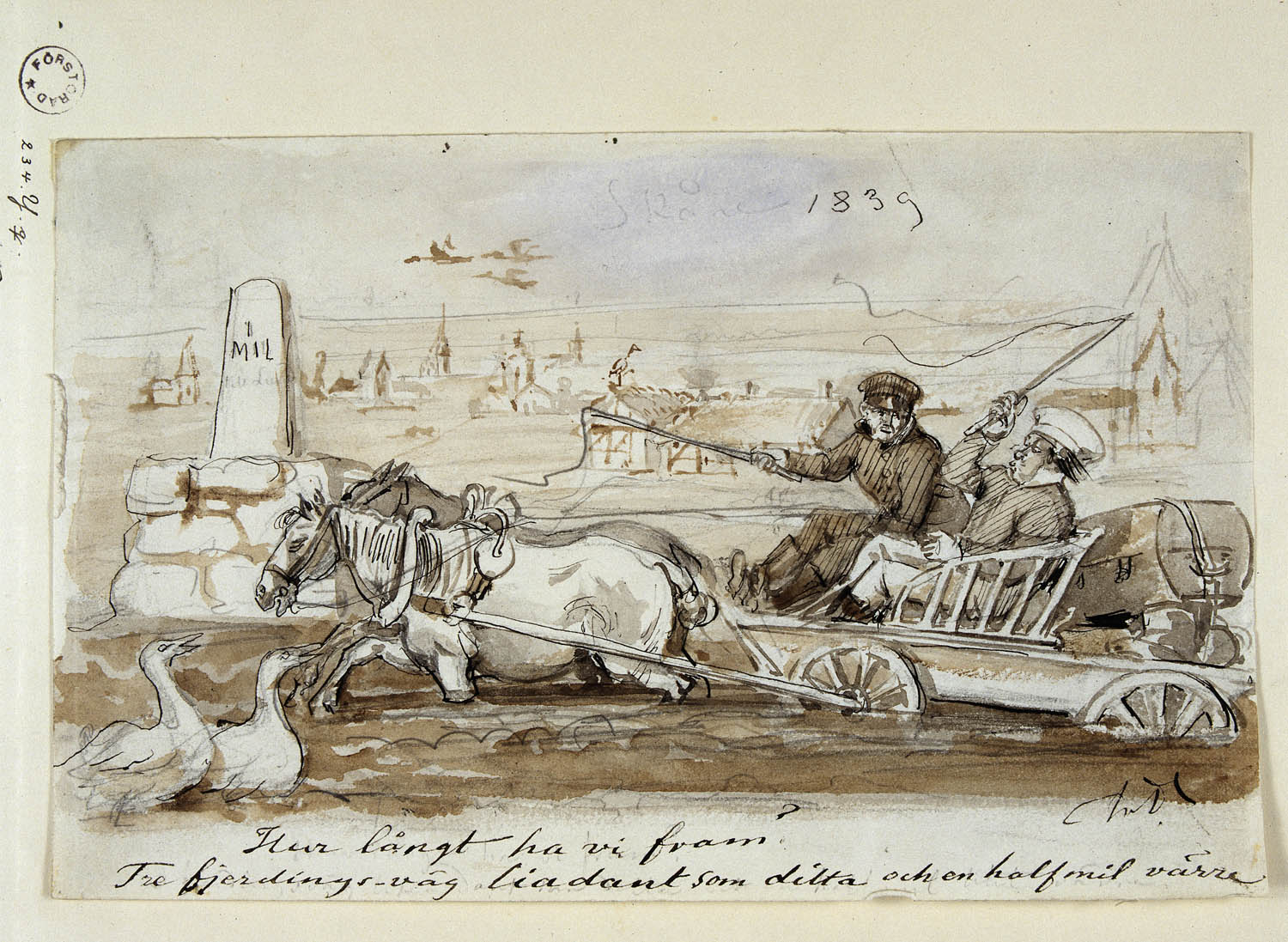
"Hur långt ha vi fram?" 1839
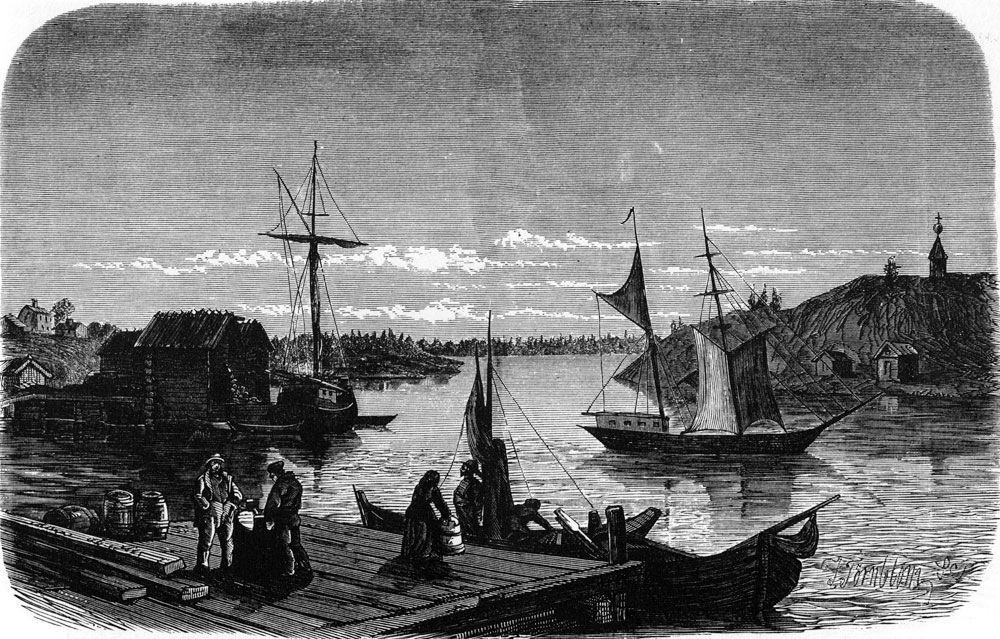
O porto de Ratan na década de 1870. Desenho em Ny Illustrerad Tidning
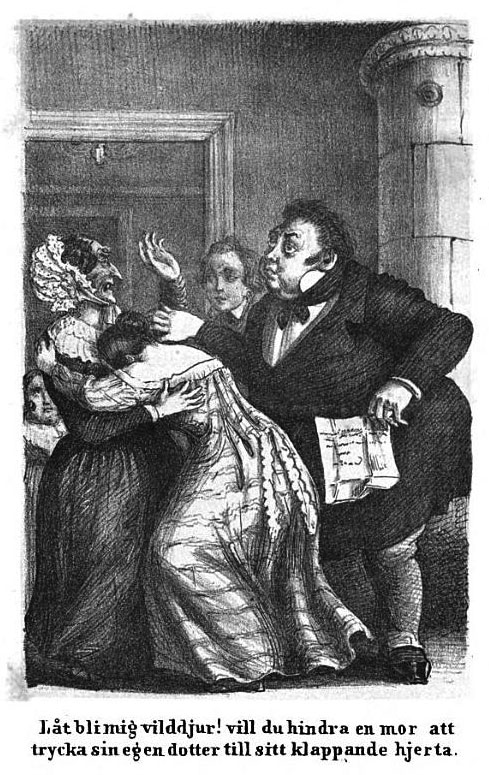
"Låt bli mig vilddjur!" Ilustração de livro de Berättelser af Onkel Adam, de Carl Anton Wetterbergh 1854.
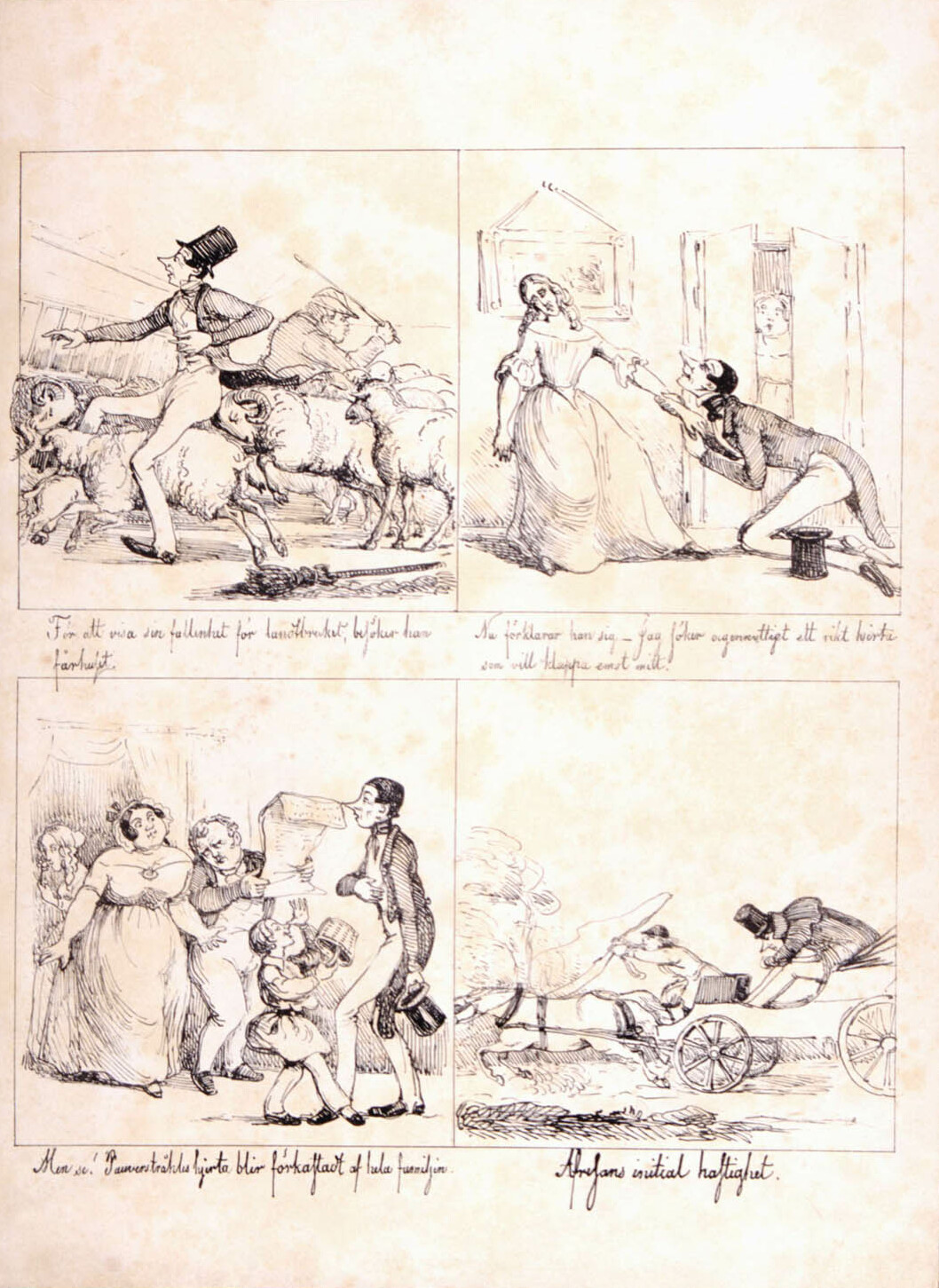
"Ett frieri. Pauverstråhles hjerta blir förkastadt af hela familjen." Exemplo dos primeiros quadrinhos de von Dardel.
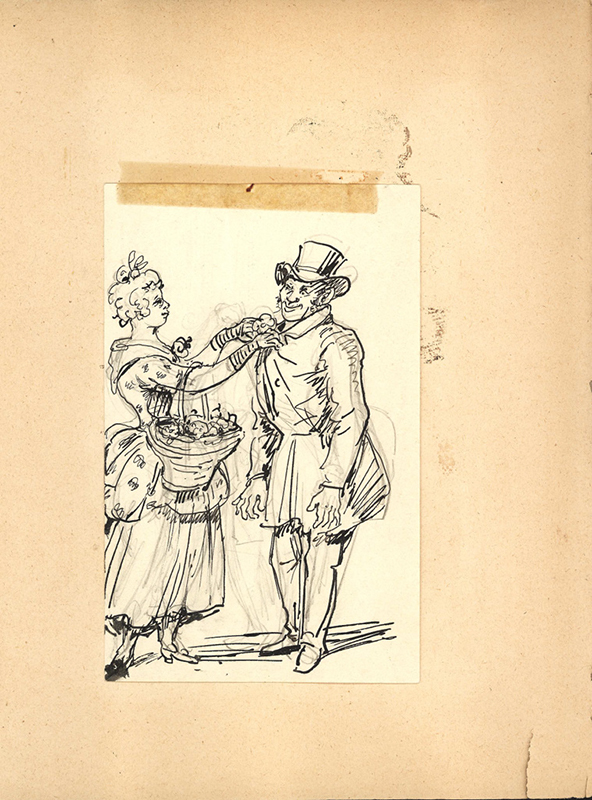
Uma mulher prende uma flor na lapela de um cavalheiro
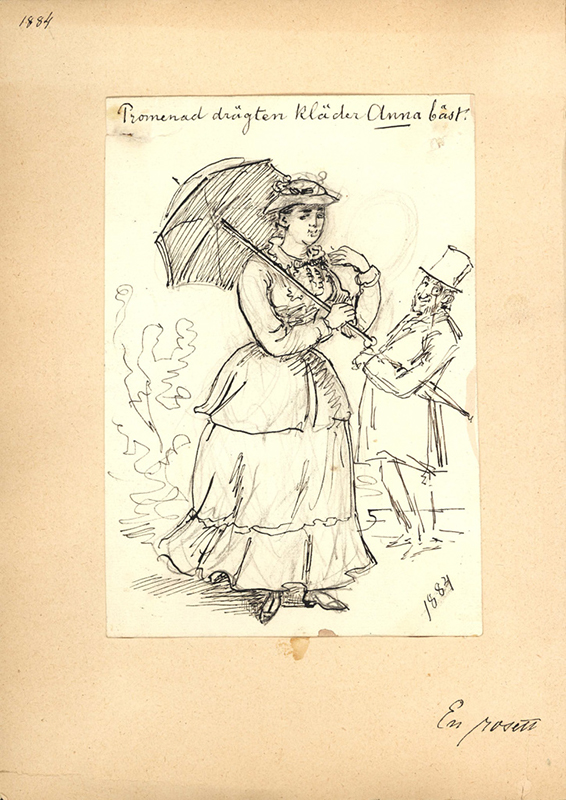
"Promenad drägten kläder Anna bäst"
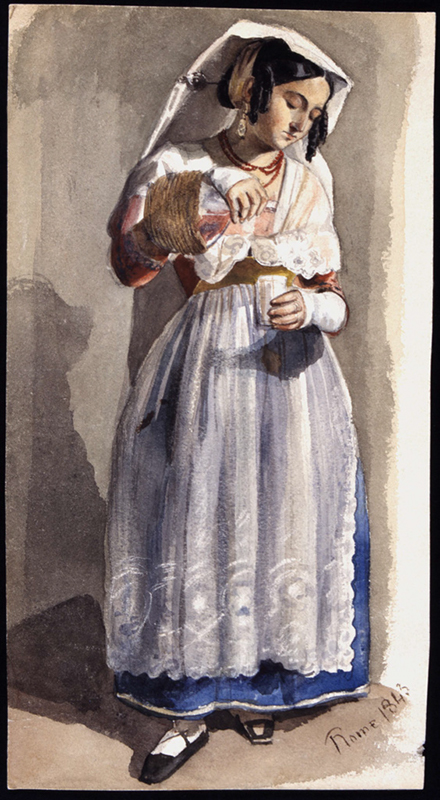
"Roma 1843. Mulher em traje popular." Aquarela 1843
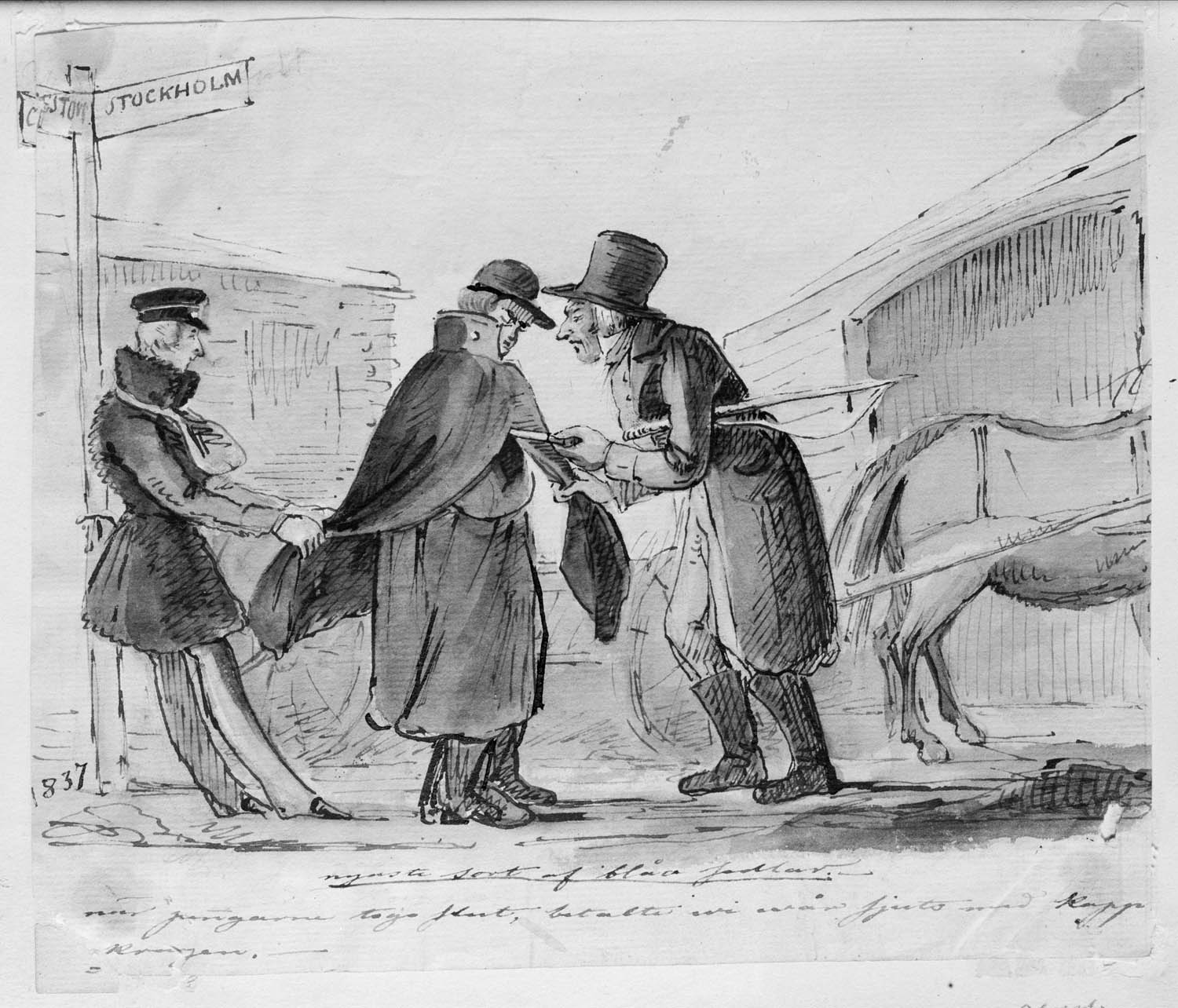
"När pengarna togo slut, betalte vi vår skjuts med kappkragen"
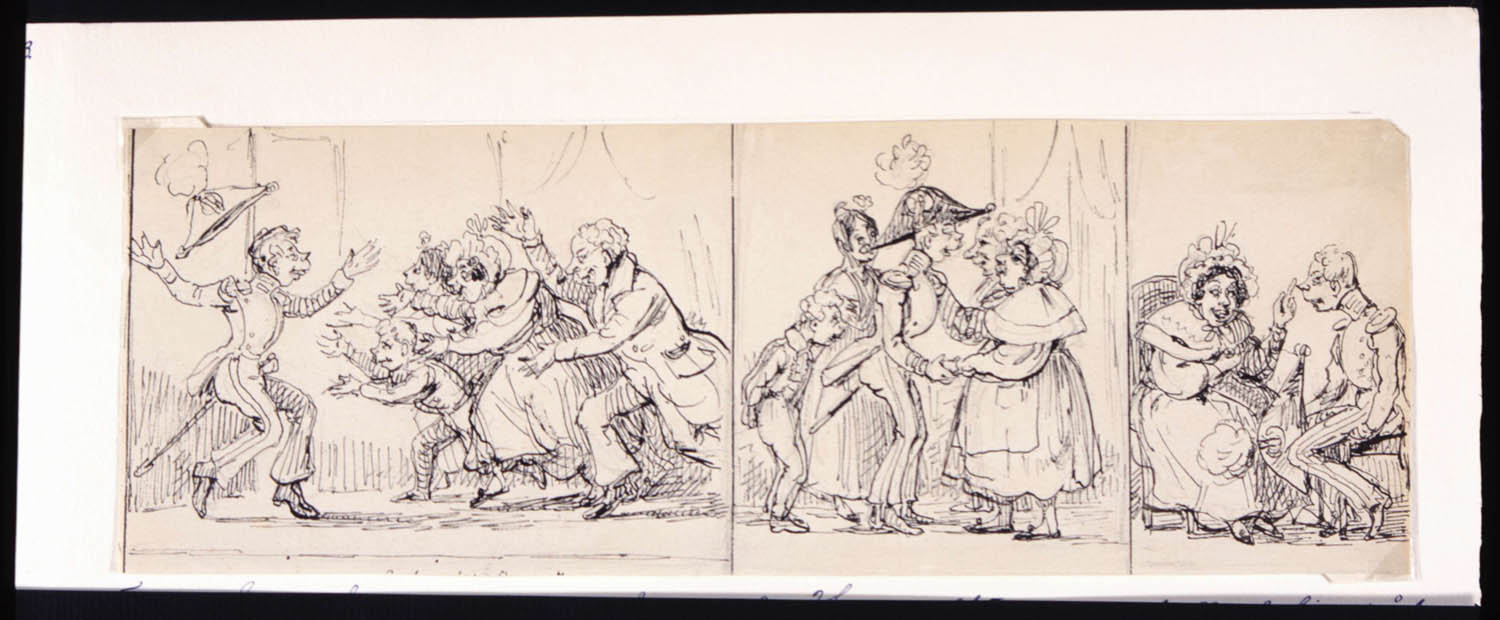
"Unge Sparf kommer hem till familjen, som färdig officer." 1840